# Tophit
Tophit é a parada oficial de vendas da indústria musical da Rússia.